# Zande jezici
Zande jezici, skupina od (6) ubanških jezika iz Srednjoafričke Republike i Demokratke Republike Kongo. Dijeli se na dvije podskupine, Barambo-Pambia sa (2) jezika i Zande-Nzakara sa (4) jezika. Predstavnici su: 
a. Barambo-Pambia (2) Demokratska Republika Kongo: barambu [brm], pambia [pmb].
b. Zande-Nzakara (4) Srednjoafrička Republika, Demokratska Republika Kongo: geme [geq], kpatili [kym], nzakara [nzk], zande [zne].

## Vanjske poveznice
- Ethnologue (14th)
- Ethnologue (15th)